# NGC 7263
NGC 7263 este o galaxie situată în constelația Șopârla. A fost descoperită în 9 septembrie 1863 de către Albert Marth. Se află la o distanță de 85,06 de megaparseci de Pământ.